# Église Santa Maria Succurre Miseris ai Vergini
L’église Santa Maria Succurre Miseris ai Vergini (Sainte-Marie-Secours-des-Misères) est située via dei Vergini à Naples (Campanie). Elle a été édifiée au XIVe siècle et reconstruite au XVIIIe siècle. Elle est placée sous le vocable de la Madone du Secours, d'après le nom d'une apparition mariale survenue en 1306 au prêtre augustin Nicola La Bruna, à Palerme.

## Historique

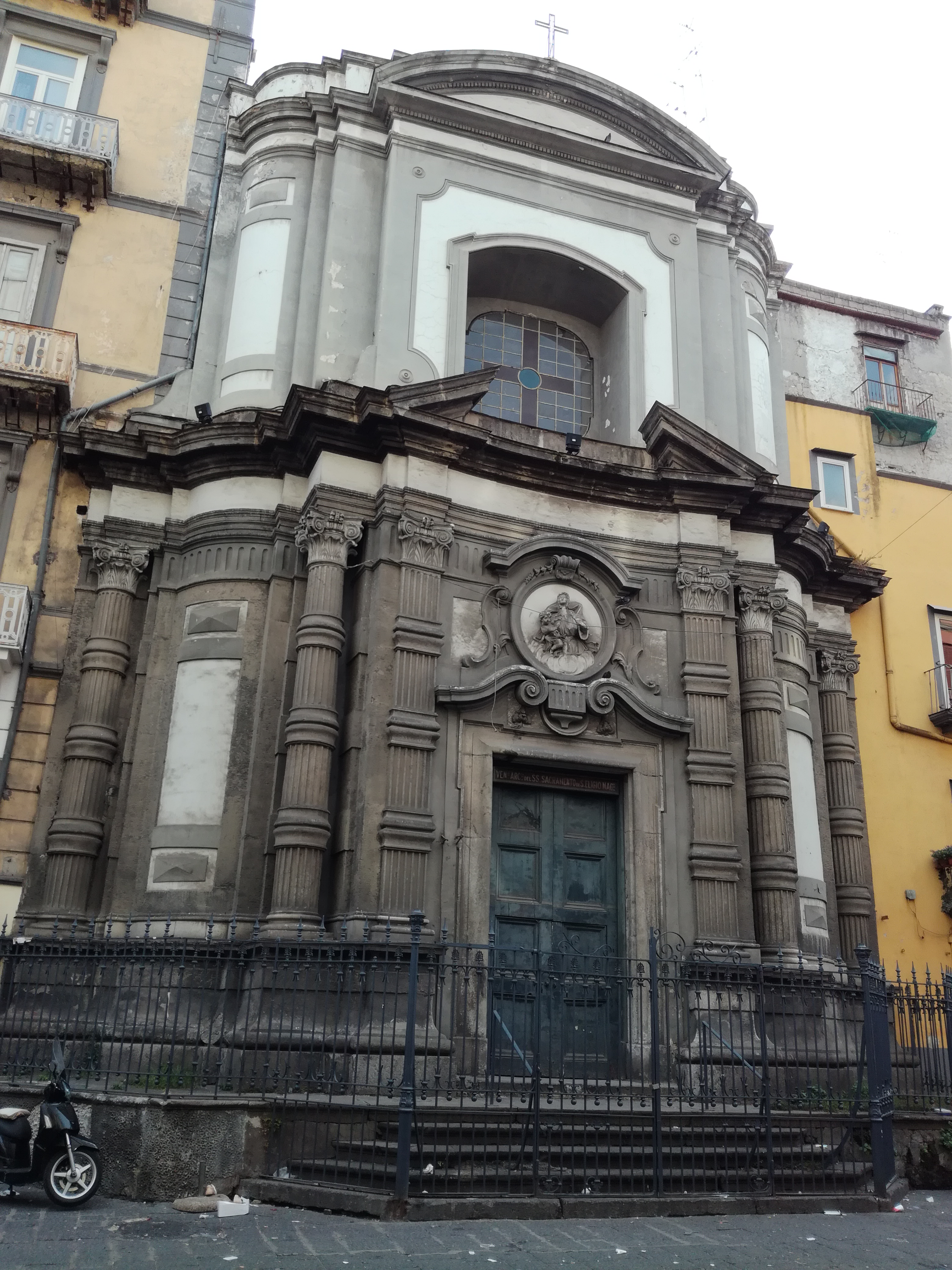
Détail de la façade.

Fondée au XIVe siècle sous le vocable de saint Antoine, l'église est alors décorée de fresques des XIVe et XVe siècles. Elle accueille l'archiconfrérie du Saint-Sacrement de Saint Éloi Majeur, comme on peut encore le lire sur le portail d'entrée.
L'église qui remplace l'ancien édifice médiéval remonte au XVIIIe siècle. Elle s'inscrit dans un plan centré, œuvre de Ferdinando Sanfelice. La façade convexe se caractérise par sa décoration qui souligne l'axe central de l'édifice. 
Après plusieurs décennies de fermeture, l'église rouvre au culte en février 2014.